# Josep Ventura i Gausachs
Josep Ventura i Gausachs (Badalona, 1855-1933), conegut per l'àlies familiar «el Viudet», fou un perit agrònom català.
Nascuta Badalona, era fill de Silvestre Ventura i Clapés i de Madrona Gausachs i Suñol. Es va casar amb Dolors Oriach i Perer. La casa pairal dels Ventura era al carrer del Rector, a més de tenir també terres a Sant Adrià de Besòs.
Als anys vuitanta de segle xix, amb l'objectiu de superar la crisi de la fil·loxera, que estava fent estralls a la vinya, va crear el Centre Vitícola i Forestal, especialitzat en ceps americans, immunes a la plaga. Al mateix temps fou president del Foment de l'Agricultura de Badalona, una entitat molt dinàmica en la introducció de millores al camp badaloní. Exercí també de professor, entre d'altres, a l'Escola d'Arts i Oficis (1894-1895), centre creat per iniciativa de Paulí Llubera i altres badalonins, donant les classes de forma totalment gratuïta.
En l'àmbit de la política, va ser regidor de l'Ajuntament de Badalona entre 1890 i 1893. Identificat com a catalanista, va ser membre d'Unió Catalanista, sent delegat de Badalona a l'Assemblea d'Olot (1895). A Badalona fou un dels fundadors del Centre Catalanista Gent Nova, a més del seu primer president, el 1899, així com primer director de la publicació homònima del centre, creada el mateix any. Congressista del Primer Congrés Internacional de la Llengua Catalana (1906) i regidor de l'Ajuntament de Badalona dins de la candidatura de la conjunció badalonina (1911), propera a la Lliga Regionalista.